# جزيرة ماكواري
تقع جزيرة ماكواري في جنوب غرب المحيط الهادئ على بُعد منتصف الطريق بين نيوزيلندا والقارة القطبية الجنوبية 54°30S, 158°57E. وتقع هذه الجزيرة ضمن الحدود السياسية لأستراليا ضمن ولاية تسمانيا. الجزيرة هي موطن طبيعي لفصيلة البطريق الملكي.

## المناخ
يتشكل مناخ جزيرة ماكواري عبر البحر المحيط بها، فجميع أشهر السنة تبلغ متوسط درجة الحرارة فيها فوق درجة التجمد، وتكثر الثلوج في شهري يونيو وأكتوبر من العام. وتتراوح متوسط درجات الحرارة اليومية في الجزيرة 4.9 درجة مئوية (40.8 درجة فهرنهايت). وتهطل الأمطار في الجزيرة بشكل متساوي طيلة أيام السنة، بمتوسط 967.9 مم سنوياً. جزيرة ماكواري هي واحدة من أكثر الأماكن على وجه الأرض التي لا تشع عليها الشمس، فمتوسط إشعاع الشمس في سماء الجزيرة هو 856 ساعة في العام الواحد، متساوية في ذلك مع توشهافن في جزر الفارو.
.
| البيانات المناخية لـMacquarie Island, Australia | البيانات المناخية لـMacquarie Island, Australia | البيانات المناخية لـMacquarie Island, Australia | البيانات المناخية لـMacquarie Island, Australia | البيانات المناخية لـMacquarie Island, Australia | البيانات المناخية لـMacquarie Island, Australia | البيانات المناخية لـMacquarie Island, Australia | البيانات المناخية لـMacquarie Island, Australia | البيانات المناخية لـMacquarie Island, Australia | البيانات المناخية لـMacquarie Island, Australia | البيانات المناخية لـMacquarie Island, Australia | البيانات المناخية لـMacquarie Island, Australia | البيانات المناخية لـMacquarie Island, Australia | البيانات المناخية لـMacquarie Island, Australia |
| الشهر                                           | يناير                                           | فبراير                                          | مارس                                            | أبريل                                           | مايو                                            | يونيو                                           | يوليو                                           | أغسطس                                           | سبتمبر                                          | أكتوبر                                          | نوفمبر                                          | ديسمبر                                          | المعدل السنوي                                   |
| ----------------------------------------------- | ----------------------------------------------- | ----------------------------------------------- | ----------------------------------------------- | ----------------------------------------------- | ----------------------------------------------- | ----------------------------------------------- | ----------------------------------------------- | ----------------------------------------------- | ----------------------------------------------- | ----------------------------------------------- | ----------------------------------------------- | ----------------------------------------------- | ----------------------------------------------- |
| الدرجة القصوى °م (°ف)                           | 13.6 (56.5)                                     | 12.3 (54.1)                                     | 12.6 (54.7)                                     | 12.2 (54.0)                                     | 10.0 (50.0)                                     | 8.7 (47.7)                                      | 8.3 (46.9)                                      | 8.5 (47.3)                                      | 8.6 (47.5)                                      | 10.3 (50.5)                                     | 10.7 (51.3)                                     | 14.4 (57.9)                                     | 14.4 (57.9)                                     |
| متوسط درجة الحرارة الكبرى °م (°ف)               | 8.8 (47.8)                                      | 8.6 (47.5)                                      | 8.0 (46.4)                                      | 6.9 (44.4)                                      | 5.9 (42.6)                                      | 5.0 (41.0)                                      | 4.9 (40.8)                                      | 5.0 (41.0)                                      | 5.3 (41.5)                                      | 5.8 (42.4)                                      | 6.5 (43.7)                                      | 7.9 (46.2)                                      | 6.6 (43.8)                                      |
| متوسط درجة الحرارة الصغرى °م (°ف)               | 5.3 (41.5)                                      | 5.3 (41.5)                                      | 4.7 (40.5)                                      | 3.7 (38.7)                                      | 2.5 (36.5)                                      | 1.5 (34.7)                                      | 1.6 (34.9)                                      | 1.6 (34.9)                                      | 1.5 (34.7)                                      | 2.0 (35.6)                                      | 2.7 (36.9)                                      | 4.3 (39.7)                                      | 3.1 (37.5)                                      |
| أدنى درجة حرارة °م (°ف)                         | 0.6 (33.1)                                      | −0.6 (30.9)                                     | −2.3 (27.9)                                     | −4.5 (23.9)                                     | −6.8 (19.8)                                     | −7.0 (19.4)                                     | −9.4 (15.1)                                     | −8.9 (16.0)                                     | −8.7 (16.3)                                     | −4.6 (23.7)                                     | −3.6 (25.5)                                     | −1.7 (28.9)                                     | −9.4 (15.1)                                     |
| الهطول مم (إنش)                                 | 84.7 (3.33)                                     | 85.6 (3.37)                                     | 99.5 (3.92)                                     | 93.1 (3.67)                                     | 83.1 (3.27)                                     | 76.5 (3.01)                                     | 71.7 (2.82)                                     | 73.1 (2.88)                                     | 74.7 (2.94)                                     | 75.6 (2.98)                                     | 72.2 (2.84)                                     | 78.0 (3.07)                                     | 967.8 (38.1)                                    |
| متوسط أيام هطول الأمطار                         | 25.3                                            | 24.3                                            | 27.0                                            | 27.1                                            | 28.1                                            | 26.9                                            | 27.0                                            | 27.2                                            | 26.1                                            | 26.0                                            | 24.8                                            | 24.6                                            | 314.4                                           |
| ساعات سطوع الشمس الشهرية                        | 114.7                                           | 101.7                                           | 86.8                                            | 54.0                                            | 31.0                                            | 18.0                                            | 24.8                                            | 43.4                                            | 69.0                                            | 96.1                                            | 108.0                                           | 108.5                                           | 856                                             |
| المصدر: Australian Bureau of Meteorology        |                                                 |                                                 |                                                 |                                                 |                                                 |                                                 |                                                 |                                                 |                                                 |                                                 |                                                 |                                                 |                                                 |

## صور

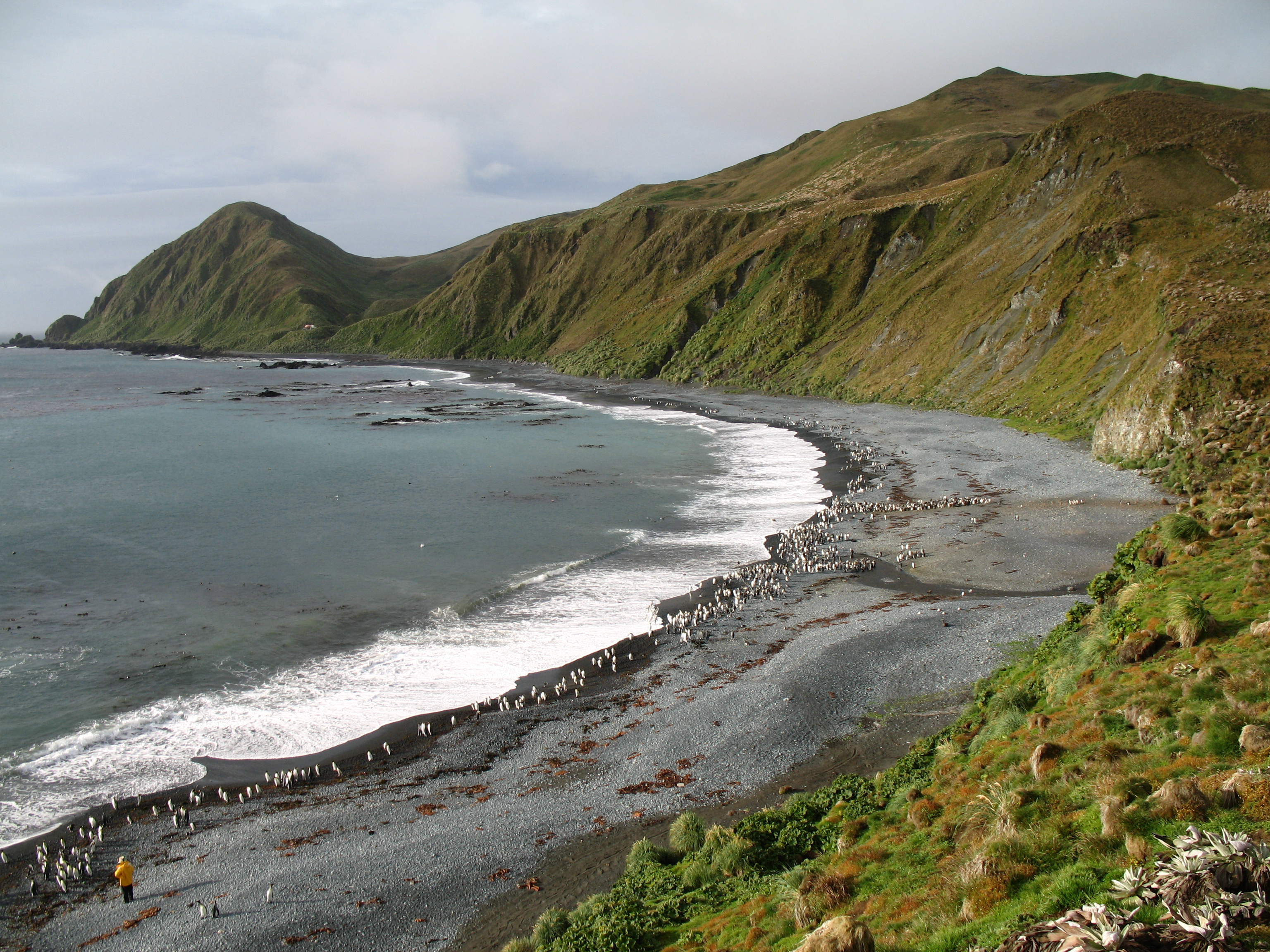
شاطئ جزيرة ماكواري
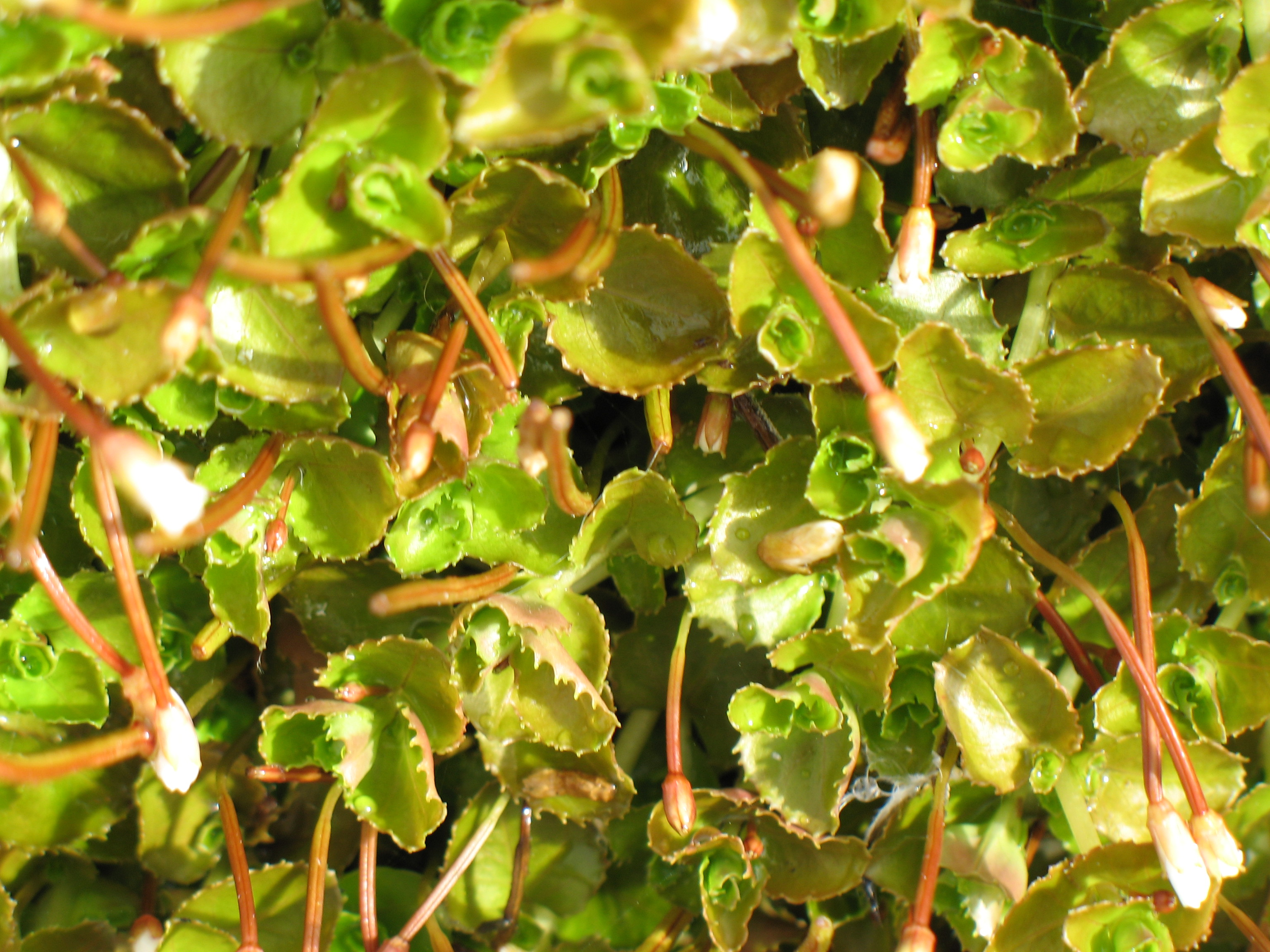
نباتات جزيرة ماكواري
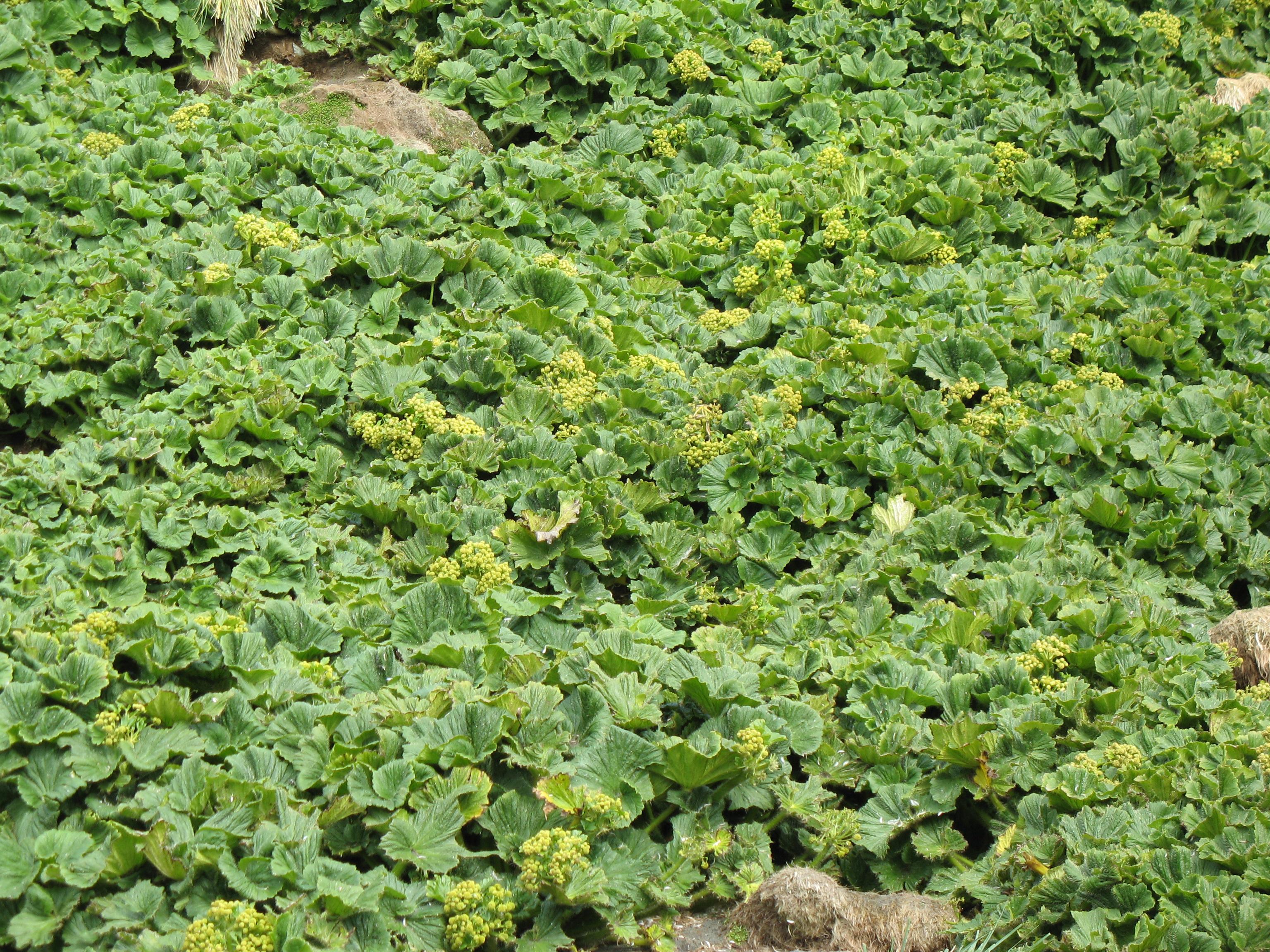
النباتات الداخلية في جزيرة ماكواري
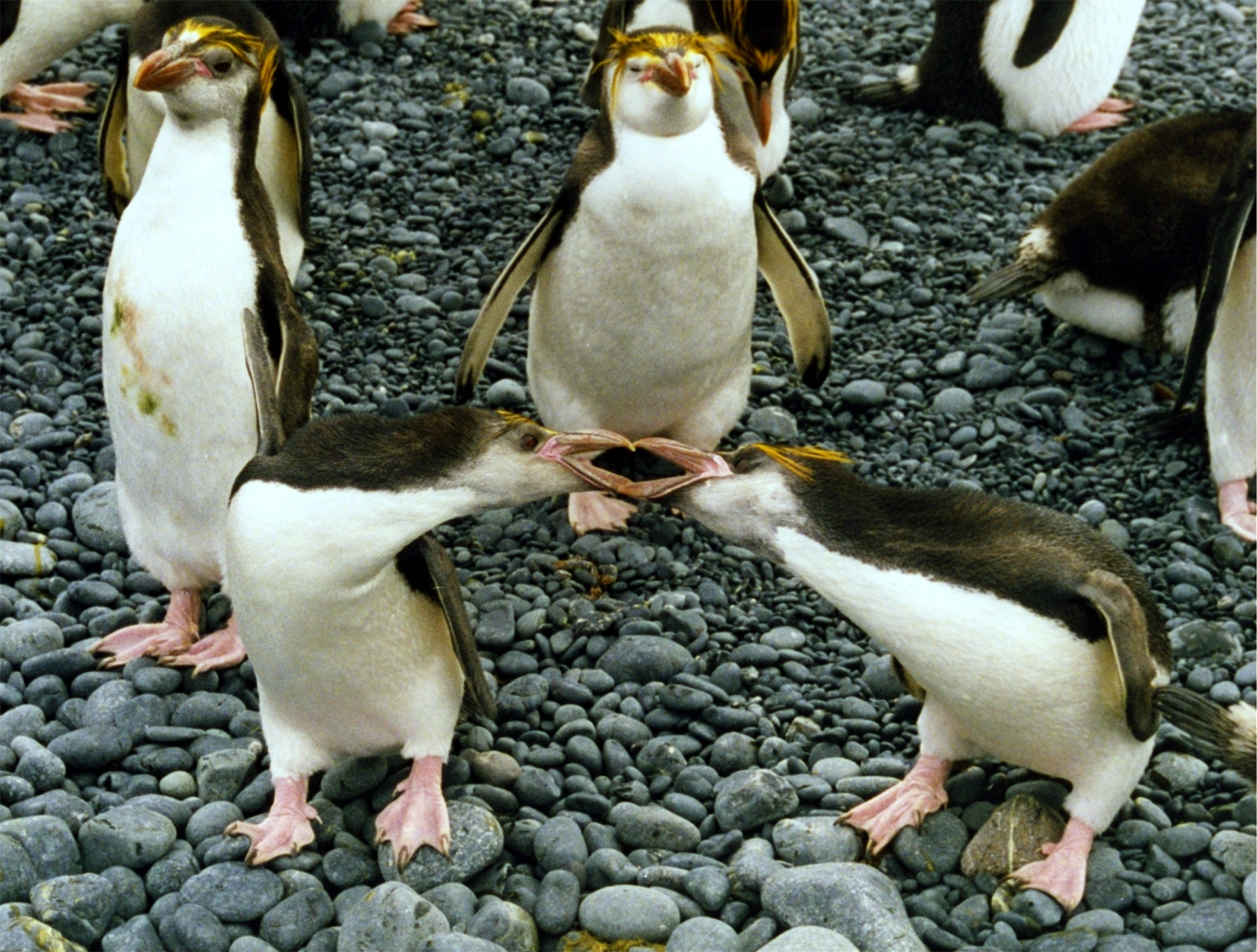
طير البطريق الملكي يتشاجر
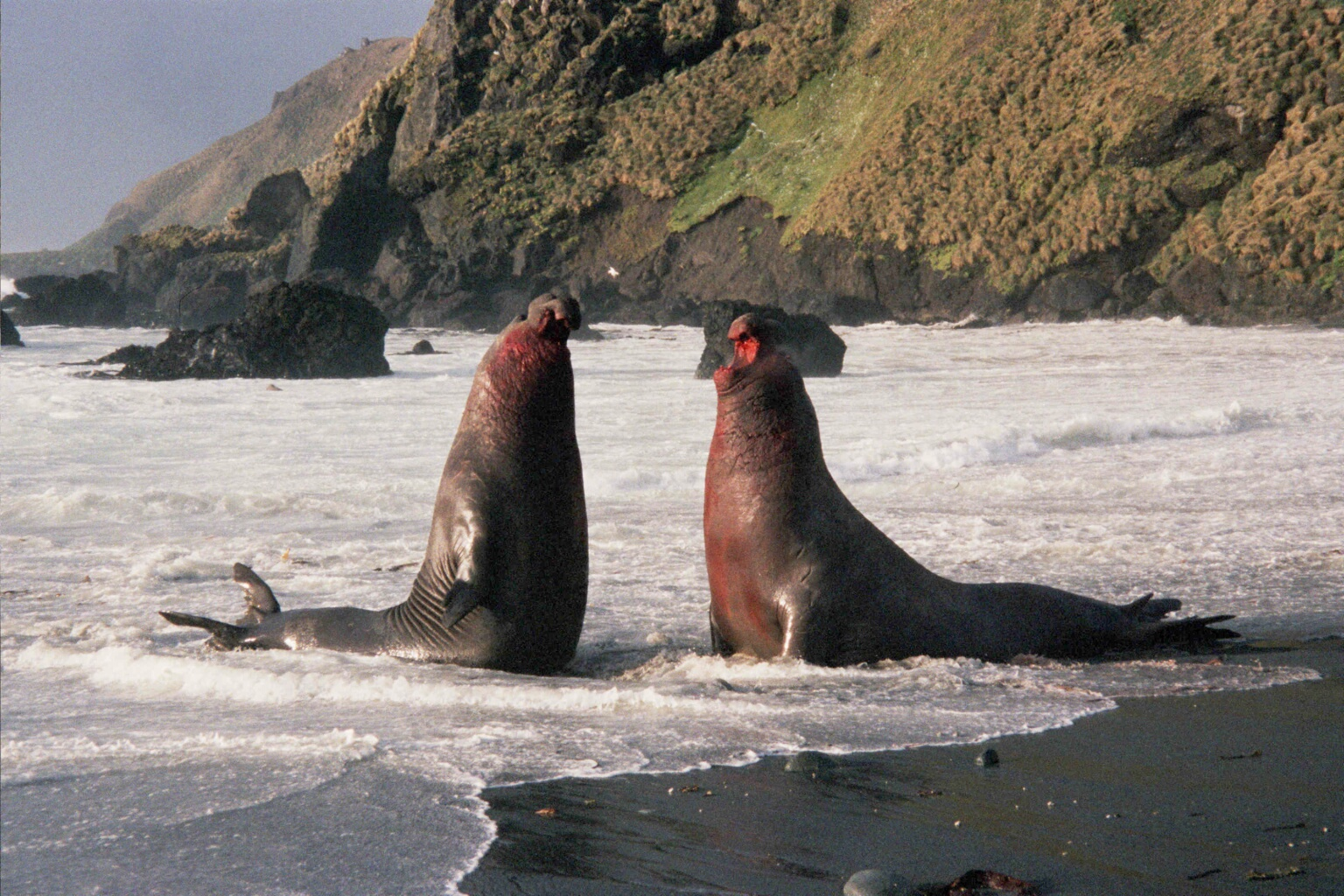
فيل البحر يتقاتل على شاطئ جزيرة ماكواري
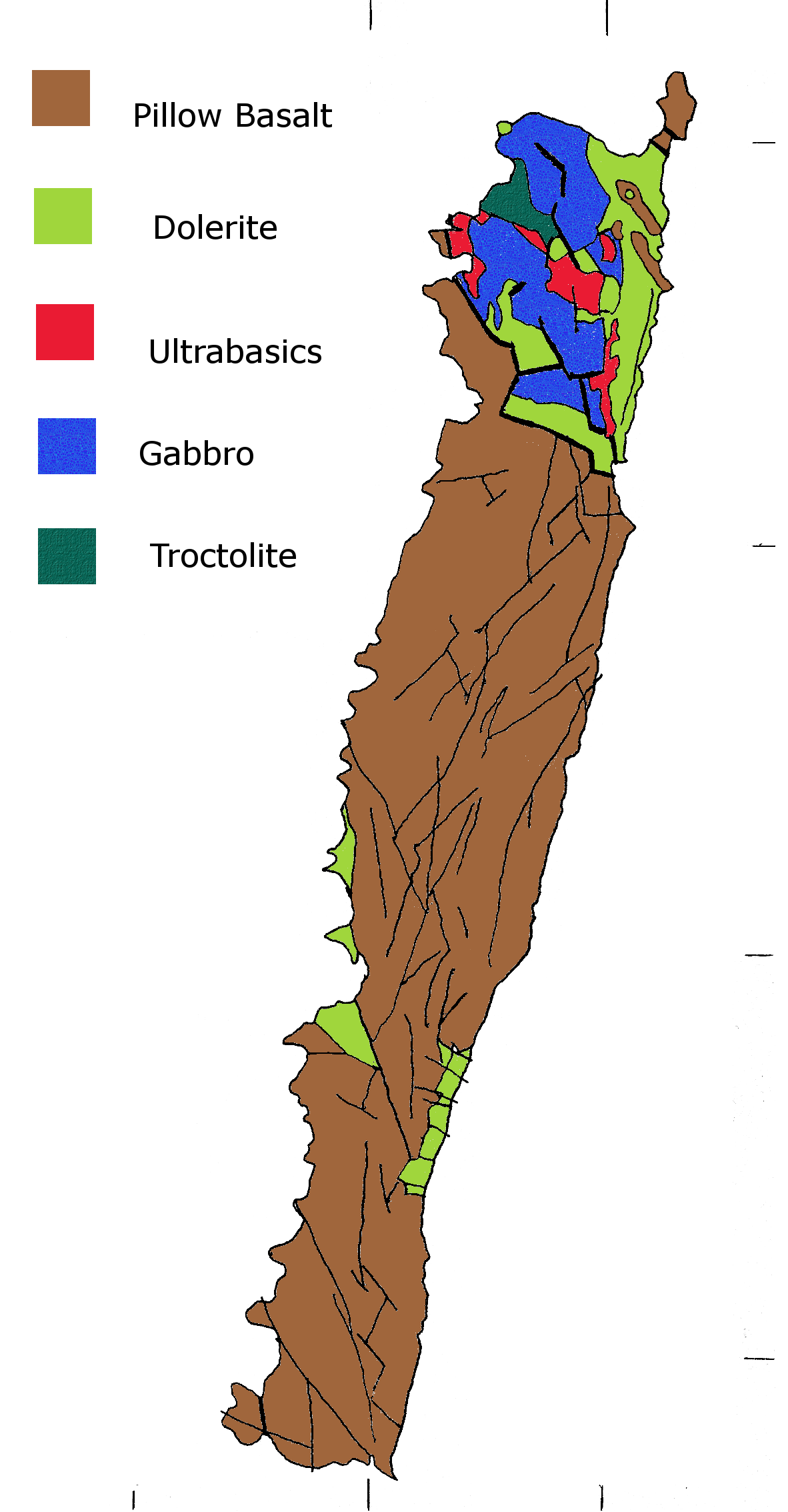
الخريطة الجيولوجية لجزيرة ماكواري
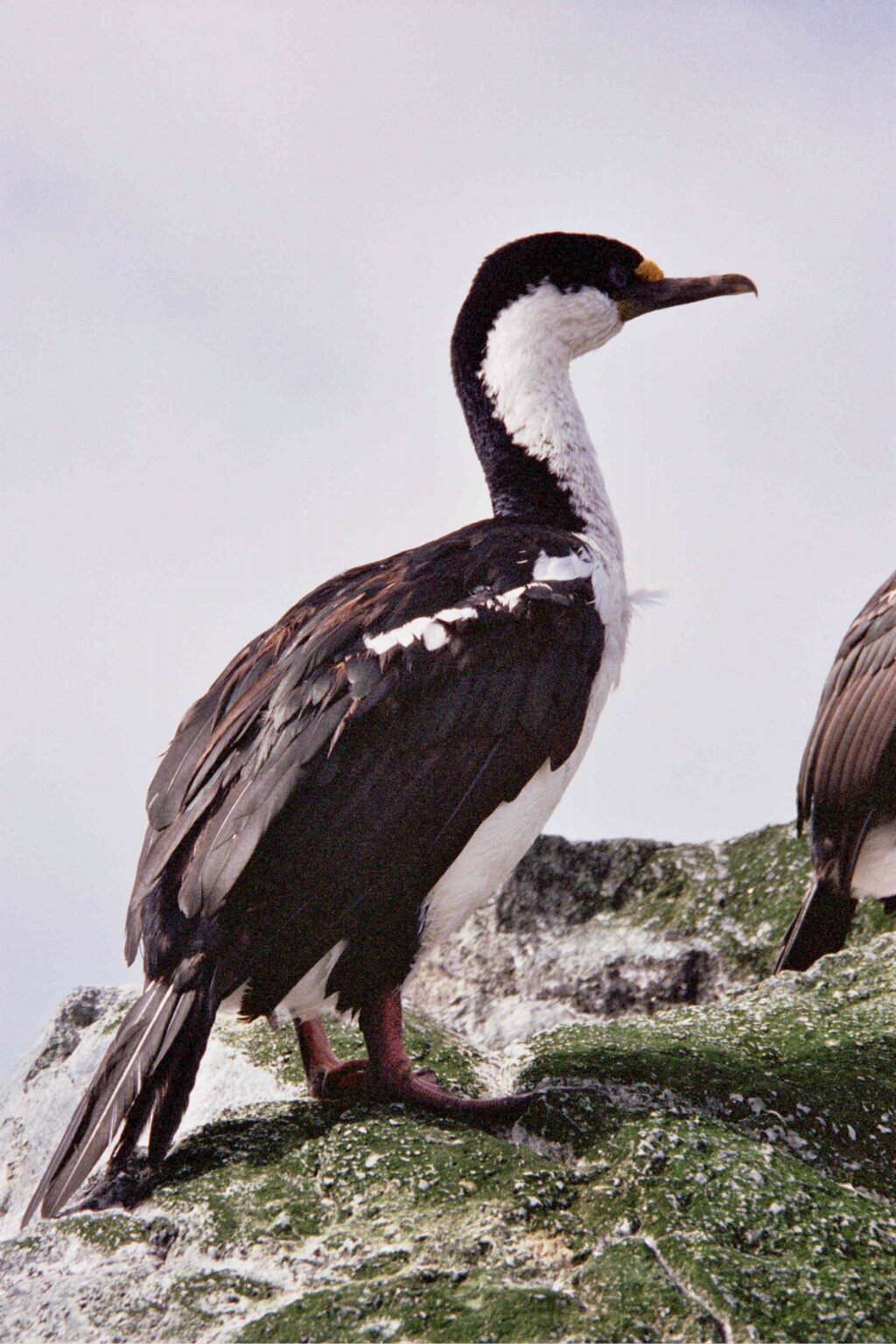
أحد طيور الجزيرة
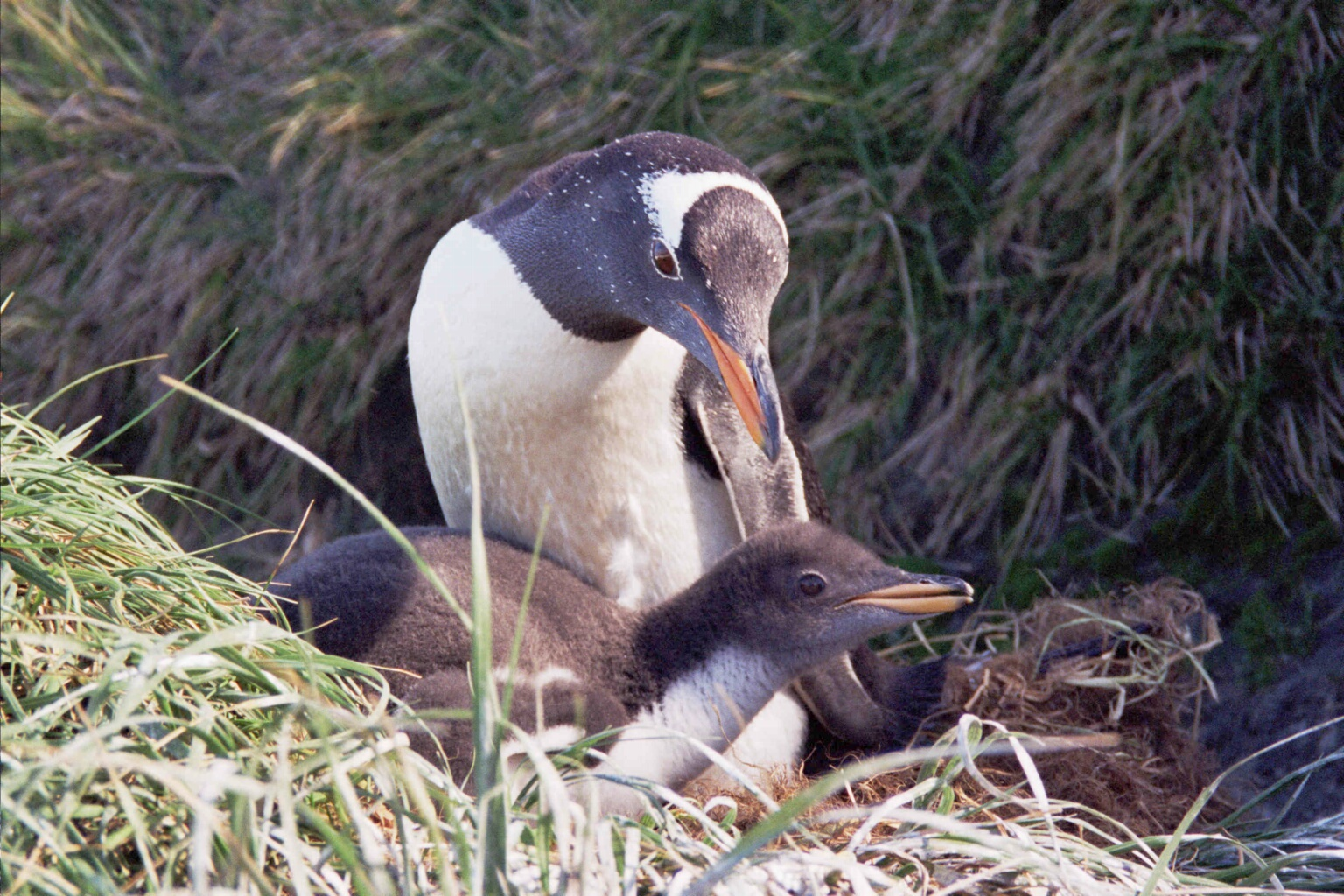
بطريق الجنتو
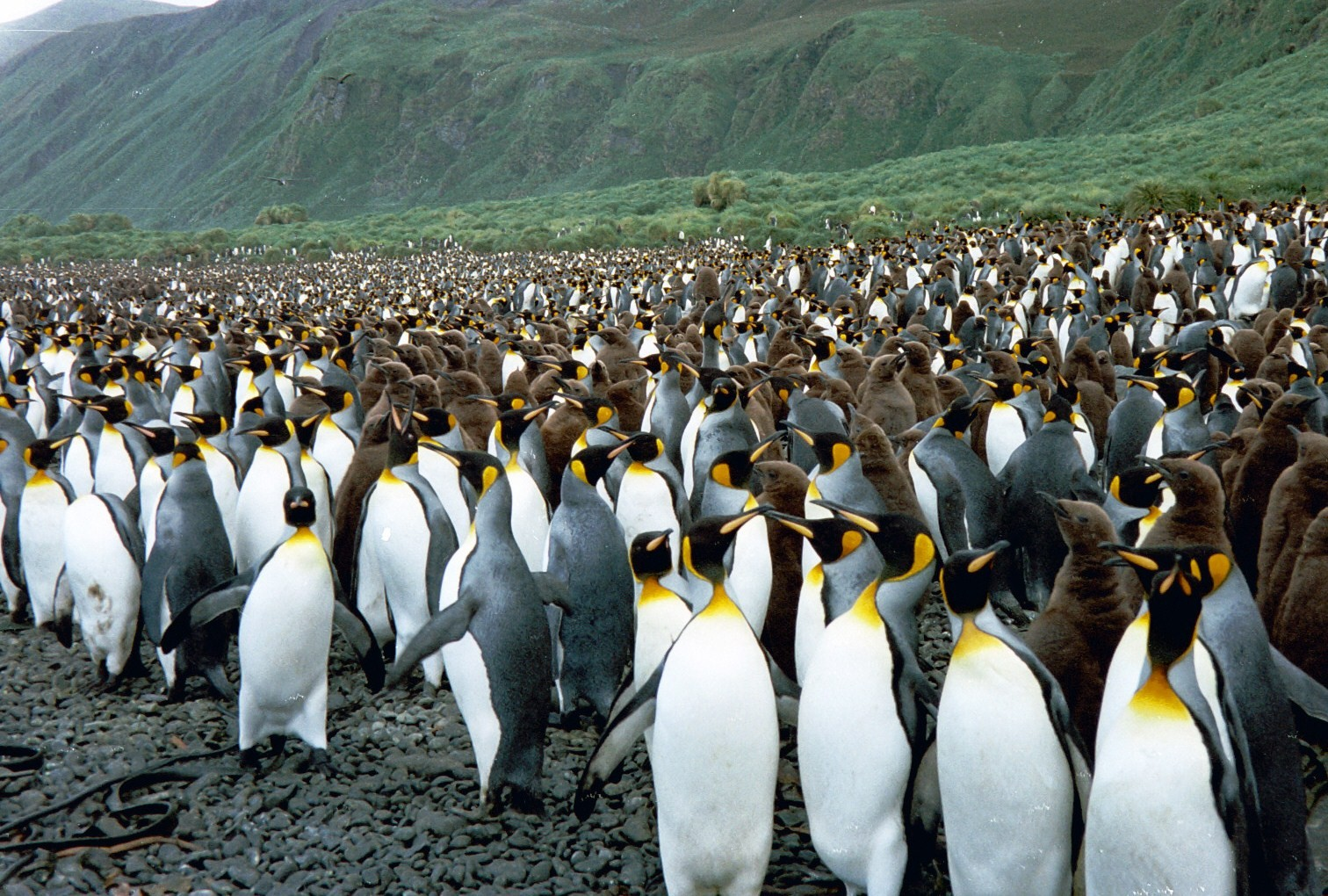
جماعات كبيرة من البطريق الملكي في الجزيرة
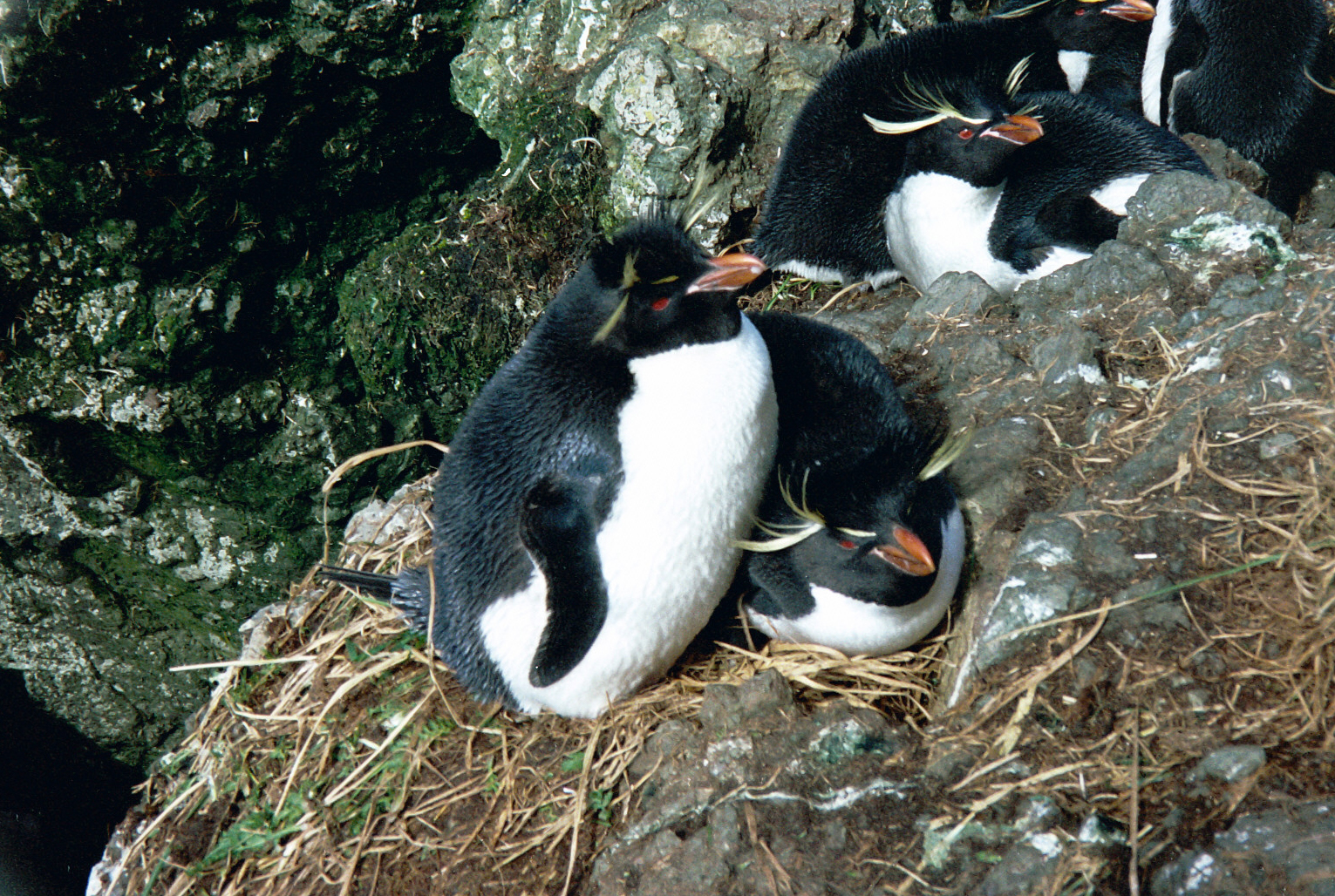
أحد أنواع البطاريق في الجزيرة
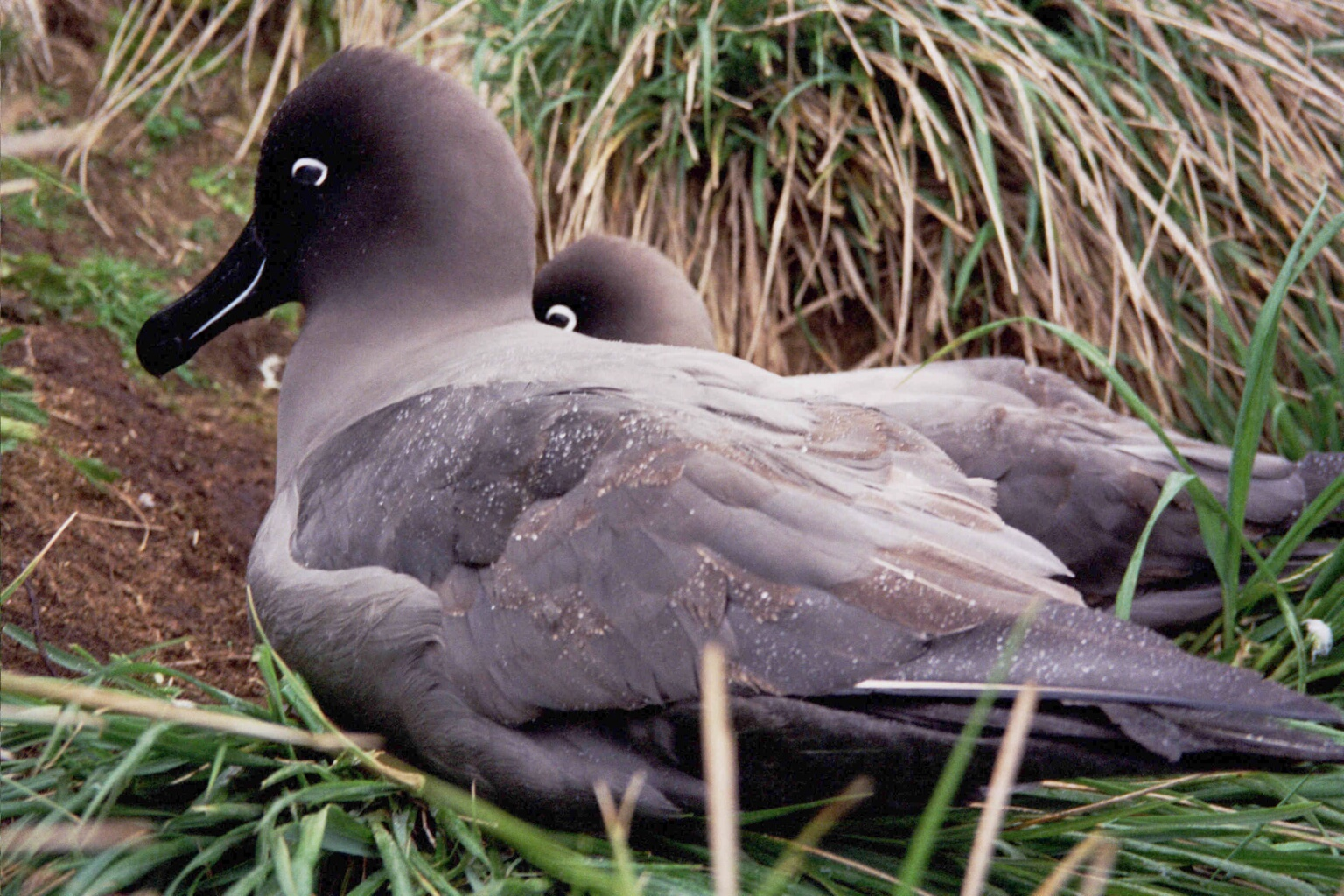
طير القطرس
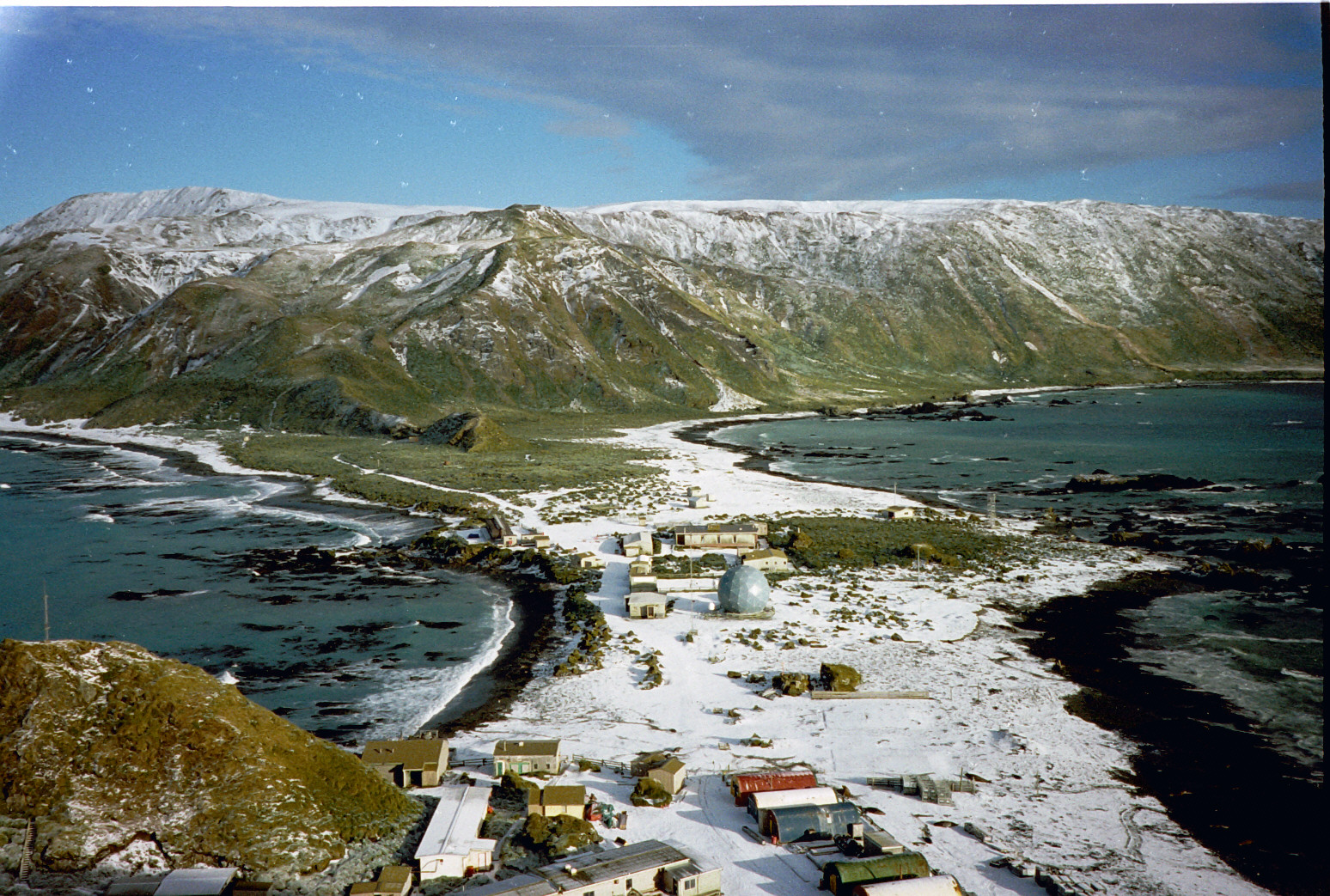
محطة جزيرة ماكواري
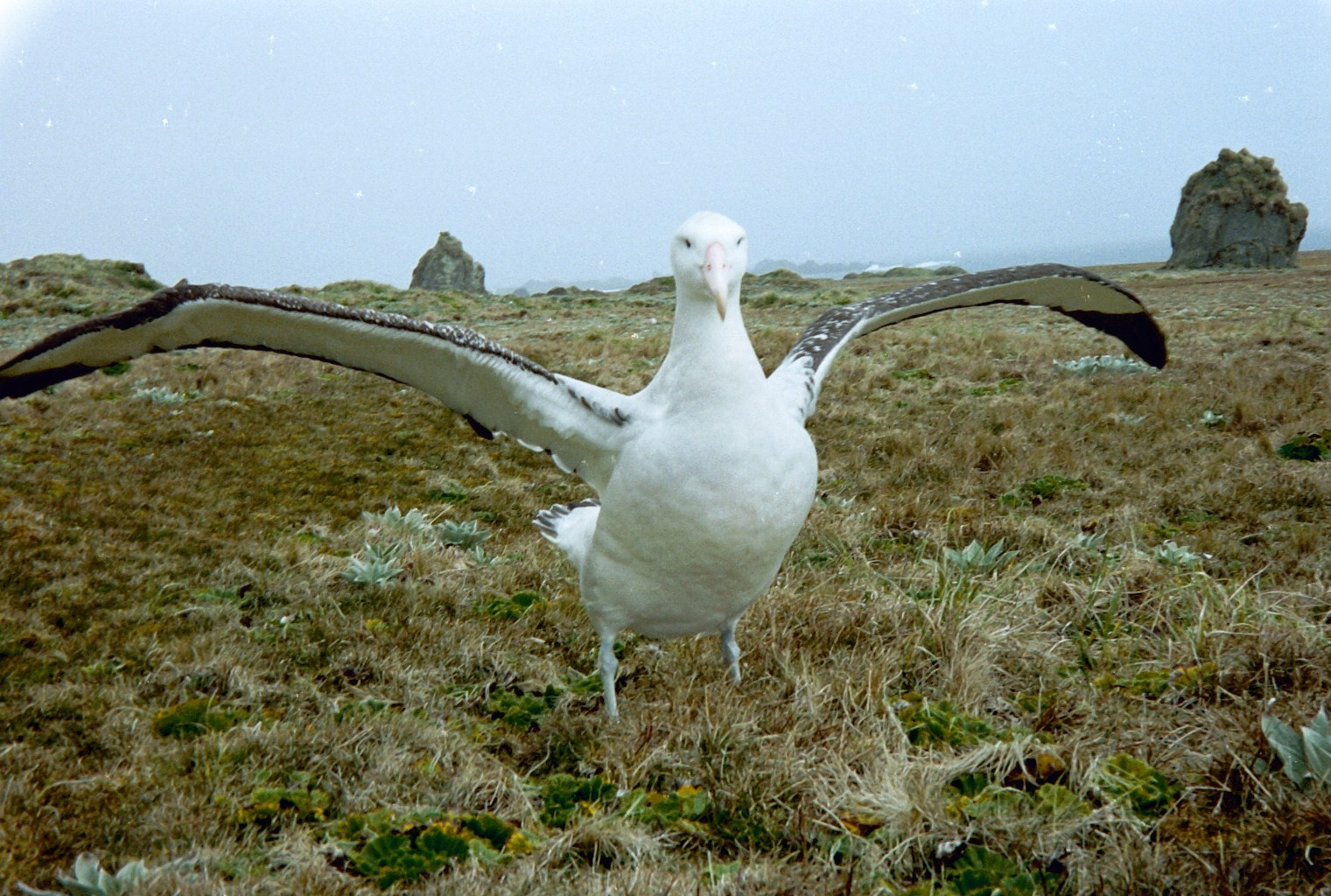
تجول طيور القطرس في الجزيرة
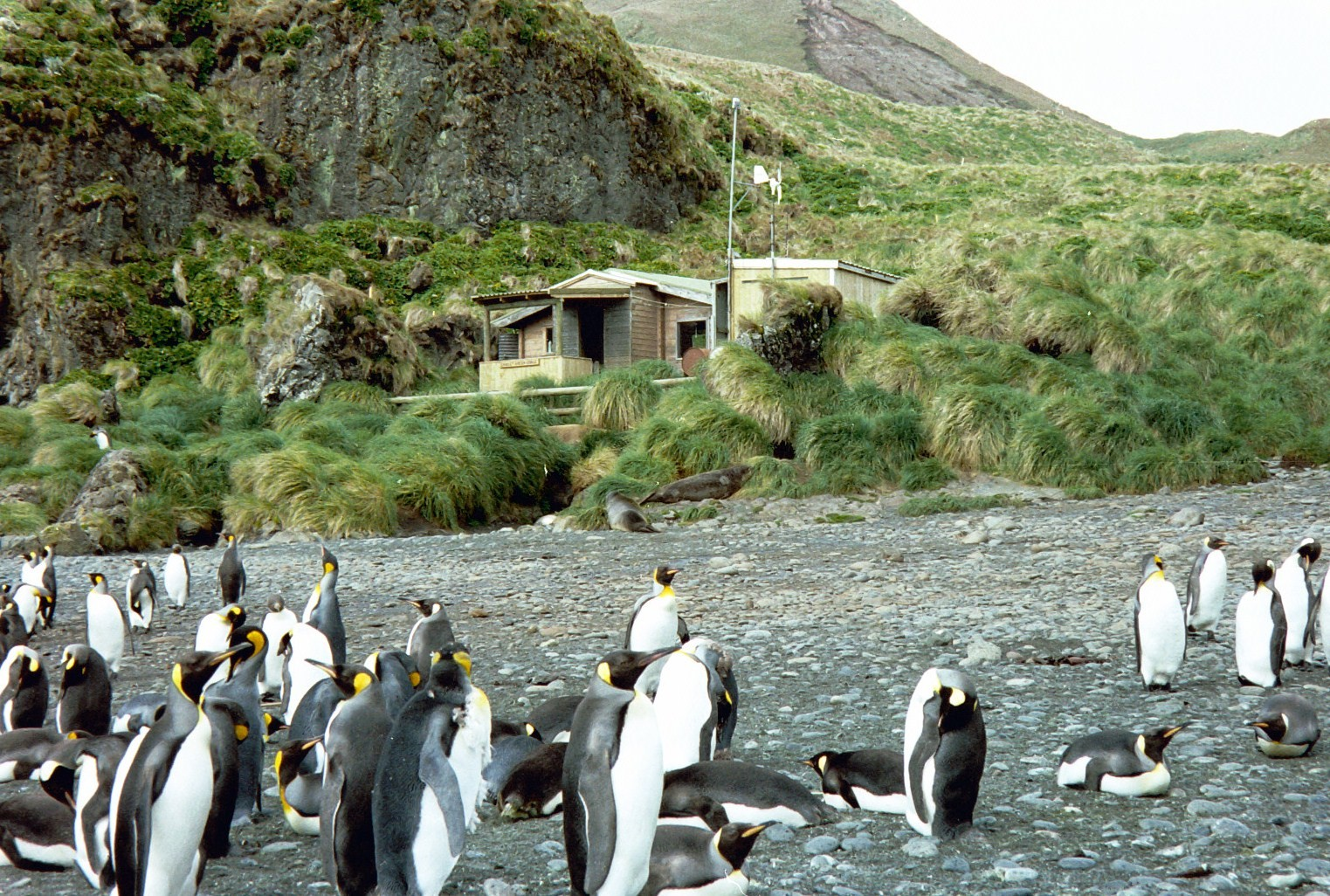
الغطاء النباتي في الجزيرة

## وصلات خارجية
جزيرة ماكواري، من برنامج الحياة على الجزر

== مراجع ==
1. ↑  المقالة مترجمة من النسخة الإنجليزية للمقالة في ويكيبيديا
2. ↑  "Climate statistics for Macquarie Island". Bureau of Meteorology. مؤرشف من الأصل في 2018-12-25. اطلع عليه بتاريخ 2012-02-18.